# Michella Marchi
Michella Dauzacker Marchi (Dourados, 22 de Abril de 1978) é uma advogada conhecida por ter sido a Miss Brasil 1998 pelo Estado do Mato Grosso do Sul, primeira e única - até então - vitória para o seu Estado.

## Breve Histórico
Filha da Miss Dourados 1972, Sandra Dauzacker, Michella morou parte da infância (de 1985 a 1988) em Cuiabá e quando voltou à sua cidade natal, entrou no concurso municipal a pedidos dos coordenadores locais, pois estava se mudando para Santos, onde começaria seus estudos de Direito na Universidade Santa Cecília (onde posteriormente viria a se formar). Por insistência de alguns, achou por bem prestar uma homenagem à cidade que estava deixando, convicta que não ganharia o título. Para sua surpresa, conquistou em duas semanas os concursos de Miss Dourados (em 21 de março de 1998), Miss Mato Grosso do Sul (28 de março de 1998) e Miss Brasil 1998.
Com medidas perfeitas na época: 1.79m, 59 quilos, 89 cm de busto, 62 de cintura e 90 de quadril foi a primeira e até então, única representando do Mato Grosso do Sul a ser eleita Miss Brasil, num concurso realizado em 1998 na casa de show Tom Brasil em São Paulo. Deixou Adriana Reis (Rondônia) na segunda posição, Luize Altenhofen (Rio Grande do Sul) no terceiro lugar, Paula Carvalho (Rio Grande do Norte) na quarta posição e a mineira Alessandra Couto (Acre) no quinto lugar. Como prêmios, a douradense garantiu um Corsa 98, sete vestidos de gala, um celular, jóias e mais R$ 3.500 em dinheiro.

### Miss Universo
Ganhando a etapa nacional que levava a vitoriosa para a disputa de Miss Universo, Michella viajou para Honolulu, no Estado americano do Havaí para a disputa do Miss Universo 1998, cuja final foi realizada no dia 12 de Maio do mesmo ano com cerca de oitenta (80) candidatas de diversos Países. A sul-matrogrossense se classificou entre as dez semifinalistas da noite, vale lembrar que Michella foi considerada umas das favoritas pelos fotógrafos que cobriam o certame. Um dos motivos para ter parado entre as dez mais, foi seu vestido considerado "inadequado" para o desfile. A Miss Trinidad & Tobago Wendy Fitzwilliam foi eleita naquele ano e a brasileira terminou em 6º. Lugar.

## Pós Reinado
De volta ao Brasil, trancou matricula na Faculdade de Direito e iniciou seus compromissos como Miss Brasil. Viajou por mais de 80 cidades em 17 Estados e ainda Argentina, Paraguai e Uruguai. Apresentou-se em vários programas de TV, foi capa da revista Folha de S.Paulo e motivo de reportagens em várias publicações nacionais, como O Globo, Jornal do Brasil, O Estado de São Paulo e Caras. Foi convidada a integrar o elenco de Estrela de Fogo, novela da Rede Record, e a apresentar um programa mensal na Rede Bandeirantes chamado "Rodeio". Optou pelo programa, pois antes de ser Miss tinha sido campeã de equitação na categoria três tambores, durante três anos consecutivos, no seu Estado natal e no Paraná. Participou como jurada convidada das gravações de Pecado Capital, novela da Rede Globo, no concurso que elegeu a mais bela taxista do Rio. Também foi destaque da Escola de Samba Beija Flor de Nilópolis e sua presença foi citada no Jornal Nacional como a figura que deu brilho à escola.

## Atualmente
Michella é casada com o empresário Dilton Niquini e mora em Belo Horizonte, onde trabalha como advogada  e também é sócia de uma empresa na cidade de Betim, Minas Gerais. Em Abril de 2004, durante a realização do Miss Brasil 2004, Michella e outras trinta e uma (31) ex-misses foram homenageadas na festa dos 50 anos do Miss Brasil, realizada em São Paulo. Às vezes também pode ser encontrada como uma das juradas de concursos de beleza de nível estadual e nacional, quando convidada.